# Serranidae
Serranidae è una famiglia di pesci ossei marini appartenenti all'ordine Perciformes che comprende 530 specie di pesci comunemente noti come Serranidi.

## Distribuzione e habitat
Questi pesci sono cosmopoliti e piuttosto termofili e perciò presenti nelle acque temperate e calde di tutti i mari, mentre sono rari nelle regioni fredde. Nel mar Mediterraneo sono comuni, nelle acque italiane sono presenti nove specie.

Popolano in prevalenza acque costiere, fino al piano circalitorale, poche sono le specie batifile. Sono più comuni sui fondali rocciosi.

## Descrizione
Sebbene la famiglia comprenda specie di diverse dimensioni, forme e colori, vi sono alcune caratteristiche tipiche presenti in tutti i serranidi: tipici esempi possono essere la Cernia bruna o la perchia, comuni nei mari italiani. La bocca è grande e protraibile, armata di denti conici impiantati in più serie. Il corpo è in genere robusto, con una lunga pinna dorsale, in parte spinosa e in parte a raggi molli, la pinna anale è più breve e porta anch'essa alcuni raggi spinosi, la pinna caudale può essere arrotondata, tronca o fortemente bilobata e filiforme (come in Anthias o Variola). Il preopercolo porta alcune spine o dentelli. Le scaglie sono piccole e ctenoidi.

Le livree sono variabili, di solito molto mimetici e quindi sui toni del bruno con macchie, strisce o fasce variamente disposte, spesso utili per distinguere le varie specie; molte specie, soprattutto tropicali, però mostrano vivaci colori rossi, gialli ed azzurri che talvolta, come nei vari Anthias, Cephalopholis, Variola, ecc. possono essere predominanti e comporre magnifiche livree.

Le dimensioni vanno dai pochi cm di molti Serranus agli oltre due metri di Epinephelus lanceolatus dei mari indopacifici.

## Biologia

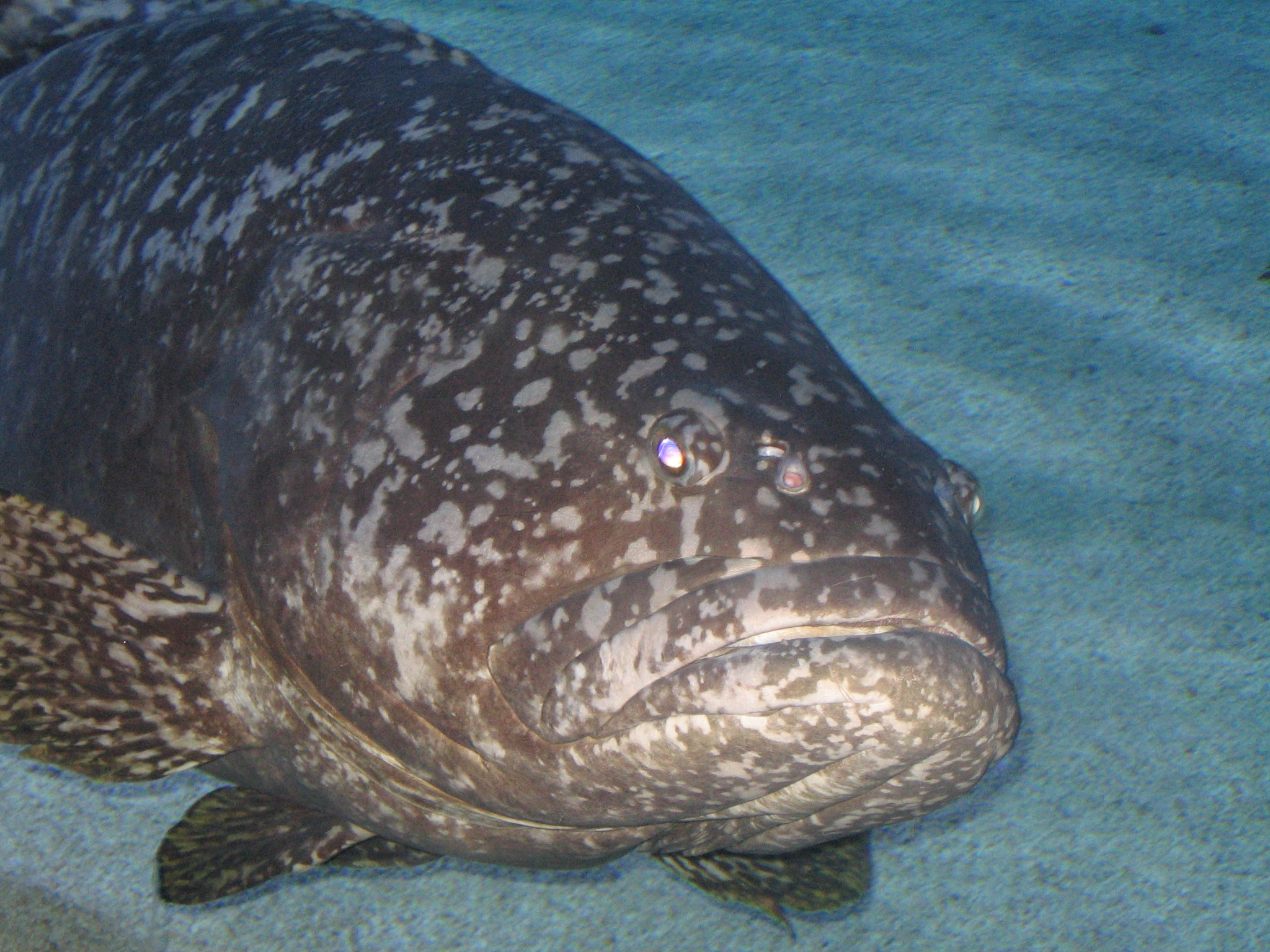
Epinephelus lanceolatus

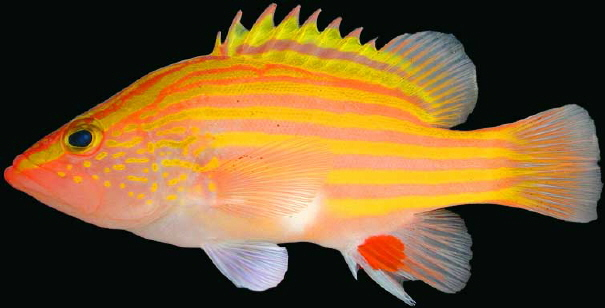
Gonioplectrus hispanus

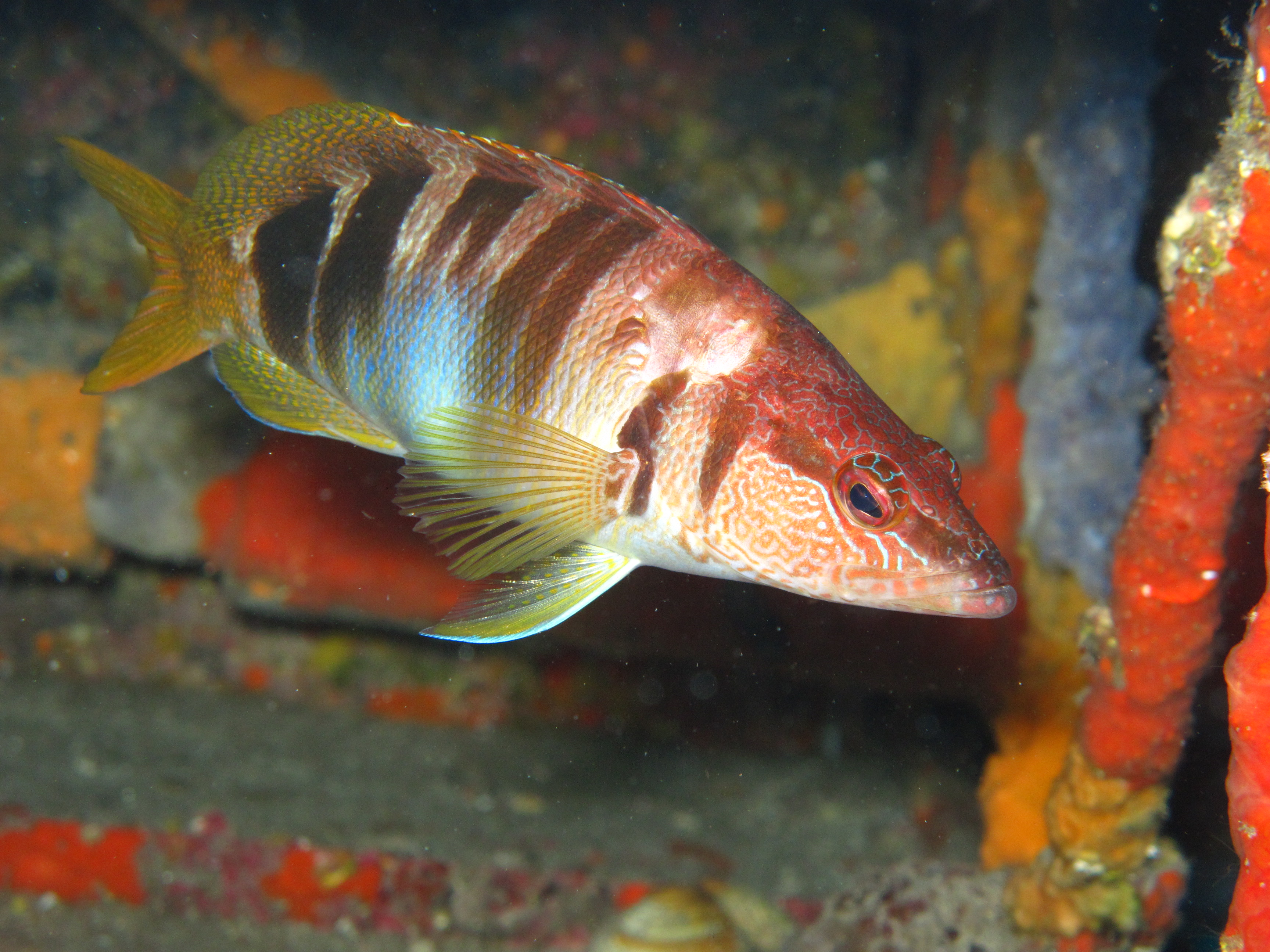
Serranus scriba

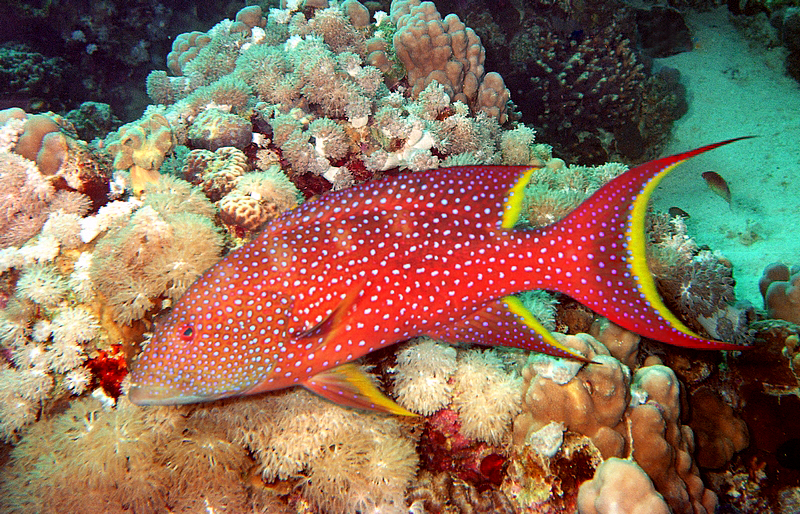
Variola louti

Questi pesci fanno quasi sempre vita di tana o nuotano vicino al fondo.

### Alimentazione
Tutti i serranidi sono carnivori: si nutrono di pesci, cefalopodi (soprattutto di polpi) ed invertebrati.

### Riproduzione
Molti serranidi sono ermafroditi e subiscono l'inversione sessuale; alcune specie sono ermafroditi proterandri se nascono maschi e diventano femmine con l'età, altre sono proterogini in cui sono gli esemplari giovani ad essere di sesso femminile. Durante il passaggio da un sesso all'altro alcuni Serranus americani sono in grado di autofecondarsi, caso rarissimo tra i pesci.

Le uova e le larve sono sempre pelagiche.

## Tassonomia
Famiglia molto numerosa comprendente 530 specie, i Serranidi sono suddivisi in più sottofamiglie:
| Sottofamiglia   | Generi |
| --------------- | --- |
| Anthiinae       | Acanthistius, Anatolanthias, Anthias, Caesioperca, Caprodon, Dactylanthias, Giganthias, Hemanthias, Holanthias, Hypoplectrodes, Lepidoperca, Luzonichthys, Nemanthias, Odontanthias, Othos, Plectranthias, Pronotogrammus, Pseudanthias, Rabaulichthys, Sacura, Selenanthias, Serranocirrhitus, Tosana, Tosanoides, Trachypoma |
| Diploprioninae  | Diploprion |
| Epinephelinae   | Aethaloperca, Alphestes, Anyperodon, Aulacocephalus, Cephalopholis, Chromileptes, Dermatolepis, Epinephelus, Gonioplectrus, Gracila, Hyporthodus, Mycteroperca, Paranthias, Plectropomus, Saloptia, Triso, Variola |
| Grammistinae    | Aporops, Aulacocephalus, Grammistes, Grammistops, Pseudogramma, Rypticus, Suttonia |
| Niphoninae      | Niphon |
| Liopropomatinae | Bathyanthias, Jeboehlkia, Liopropoma, Rainfordia |
| Serraninae      | Acanthistius, Bullisichthys, Centropristis, Chelidoperca, Cratinus, Diplectrum, Hypoplectrus, Paralabrax, Parasphyraenops, Schultzea, Serraniculus, Serranus, Zalanthias |
| Incertae sedis  | Caesioscorpis, Hemilutjanus |

## Pesca
Molte specie (si pensi alle cernie) hanno carni ottime e sono altamente apprezzate e pescate. Anche le specie più piccole come le perchie sono buone per fare saporite zuppe di pesce.

## Acquariofilia
I serranidi di più piccola taglia dotati di colori vivaci sono spesso ospiti degli acquari domestici mentre le cernie possono essere tenute solo in strutture pubbliche.